# K. S.謝度馬哈凡
K. S.謝度馬哈凡（1931年5月15日—2021年12月24日）是一位印度马拉雅拉姆语、印地語、泰米爾語、卡納達語和泰盧固語电影导演和编剧，  生于馬德拉斯管轄地帕拉卡德。 他曾獲得十项印度國家電影獎。  